# جبهه (ستاره)

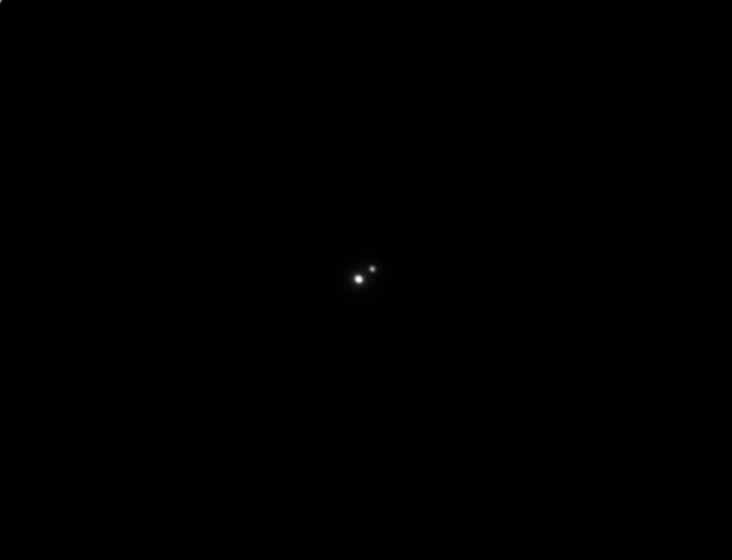
نمایی از ستارهٔ دوگانه جبهه؛ γ Leonis rho(ρ):4.7 arc" Thêta(θ):125,9°

جبهه یک ستارهٔ دوتایی در صورت فلکی شیر (صورت فلکی) شامل یک غول از ردهٔ ک۱ و یک غول از رده جی ۷ واقع در فاصلهٔ تقریبی ۷۶ سال نوری از زمین است
که با تناوبی تقریباً ششصدساله دور یکدیگر می‌گردند.